# Świadectwo poezji
Świadectwo poezji. Sześć wykładów o dotkliwościach naszego wieku – zbiór szkiców o poezji Czesława Miłosza wydanych w 1983 przez Instytut Literacki w Paryżu jako tom 370. Biblioteki „Kultury”. 
Sześć odczytów zostało wygłoszonych przez Miłosza w języku angielskim na Uniwersytecie Harvarda w roku akademickim 1981/1982., gdzie, jako pierwszy poeta słowiański z Europy środkowo-wschodniej, został zaproszony na katedrę zwaną, od imienia jednego ze zmarłych profesorów uczelni, Charles Eliot Norton Chair of Poetry.

## Wykaz odczytów
- I. Zaczynając od mojej Europy
- II. Poeci i rodzina ludzka
- III. Lekcja biologii
- IV. Spór z klasycyzmem
- V. Ruiny i poezja
- VI. O nadziei

## Wydania polskie
- Paryż: Instytut Literacki, 1983
- Warszawa: Niezależna Oficyna Wydawnicza NOWA, 1985 (drugi obieg)
- Kraków: Oficyna Literacka, 1985 (drugi obieg)
- Wrocław: Constans, 1986 (drugi obieg)
- Warszawa: Czytelnik, 1987 (oficjalne wydanie ocenzurowane)
- Warszawa: Czytelnik, 1990 (pierwsze pełne wydanie krajowe)
- Kraków: Wydawnictwo Literackie, 2004

## Przekłady na języki obce
- Das Zeugnis der Poesie, München/Wien: C. Hanser, 1983, 1984
- The Witness of Poetry, Cambridge (Massachusetts); London: Harvard University Press, 1983
- Svedočanstvo poezije, Beograd-Surčin: Narodna knjiga, 1985
- Témoignage de la poésie, Paris: Presses Universitaires de France, 1987
- Svedectvi poezie. Sest prednasek o neduzich naseho veku,  Praha: Mlada Fronta, 1992
- Traktáty a přednášky ve verších, Olomouc: Votobia, 1996
- Pričevanje poezije, Ljubljana, Društvo Apokalipsa, 2006

## Wybrane recenzje
- Kijowski Andrzej Tadeusz, Ludzkość jako żywioł, „Twórczość” 1988, nr 7, s. 104-109.
- Klecel Marek, Czas leczy rany, „Więź” 1989, nr 5, s. 132-135.
- Kowalczyk Andrzej Stanisław, Harvardzkie wykłady Miłosza, „Znak” 1985, nr 7-8, s. 200-203.
- Polanowski Tadeusz, Ponury ton poezji XX wieku, „Tygodnik Polski” 1989, nr 13, s. 11.
- Pieszczachowicz Jan, Dajmonion i historia, „Nowe Książki” 1998, nr 1, s.13-16.
- Poprawa Adam, Czesława Miłosza summa poetycka, „Res Publica” 1988, nr 3, s. 121-123.
- Venclova Thomas, Poezja jako pokuta, „Zeszyty Literackie” 1984, nr 5, s. 32-40.
- Zieliński Marek, Świadectwo poety, „Puls” 1985, nr 27, s. 179-183.